# 颍州西湖
颍州西湖地处安徽省阜阳城西北一公里新泉河两岸，是古代颍河、清河、小汝河、白龙沟四水汇流处。

## 历史
颍州西湖因阜阳在北魏以后称颍州而得名，为唐、宋、明、清历代名胜。其兴于唐，盛于宋，衰于清。曾与杭州西湖，扬州瘦西湖齐名。从清嘉庆后，黄河屡次决口，而1938年的黄河花园口大决堤，使湖面逐渐淤塞，昔日盛景不再。今天的颍州西湖为上世纪八十年代开始重建。新建的颍州西湖位于原西湖旧址西南约4公里处，周长11.5公里，湖面约为5.74平方公里，水深1至2米。
2021年10月1日，颍州西湖进入试运营期，计划2022年3月正式运营。

## 记载
- “大千起灭一尘里，未觉杭颍谁雌雄。”——苏轼
- “都将二十四桥月，换得西湖十顷秋。”——欧阳修
- “长十里，广三里，水深莫测，广袤相齐。”——明《正德颍州志》
- “菱荷飘香，绿柳盈岸；芳菲夹道，林苑烂漫；曲径通幽，斜桥泽畔；画舫朱艇，楼台亭榭；错落其间。”——《嘉庆颍州志》
- “颍州西湖闻名天下，亭台之胜，觞咏之繁，可与杭州西湖媲美。”——《大清一统志》